# Frank Kroeze
Frank M. Kroeze (20 augustus 1973) is een Nederlandse schaker. In 2009 werd hem door de FIDE de titel Internationaal Meester (IM) toegekend. Hij speelt in de meesterklasse van de KNSB voor schaakvereniging ESGOO.
In 1993 won Kroeze het Open Nederlands Jeugdschaak Kampioenschap, waarvan hij in 1988 al de B-groep (t/m 16 jaar) had gewonnen. In 1996 werd hij vijfde in het Utrecht open, net voor Harmen Jonkman en in datzelfde jaar bezette hij in het AKN toernooi in Haarlem de achtste plaats. Kroeze speelde simultaanwedstrijden: in Almelo tegen 14 tegenstanders verloor hij van Marc Schippers en Jan-Willem Brinks, terwijl hij tegen Peter Siebers remise speelde. In 2003 bij het Stamppottoernooi speelde hij tegen 33 schakers en verloor hij van Klaas Winters; hij remiseerde tegen Mak Wigmans en Jan Dijkstra.
Op 25 en 26 maart 2005 werd in Almelo de Cogas energie tweekamp gespeeld door Kroeze en Wouter Spoelman. Kroeze won het duel met 3 - 1.

## Titel
Tijdens het FIDE 2nd quarter Presidential Board 2009, van 15 tot 18 juni 2009 in Krakau, kreeg Kroeze de titel Internationaal Meester (IM).
Zijn eerste IM-norm scoorde hij in de Meesterklasse van de KNSB-competitie 2003-2004.
De benodigde 6 punten haalde hij tegen Sebastiaan van Esch (0,5), IM Marinus Kuijf (1,0), Martin Roobol (1,0), FM Sybolt Strating (0,5), IM Jeroen Bosch (1,0), Freddie van der Elburg (1,0) en Kees Nieuwelink (1,0).

Ook de tweede IM-norm werd in de Meesterklasse van de KNSB-competitie behaald, ditmaal in de jaren 2005-2006 met een overscore van 1 punt.
Puntenleveranciers waren GM Jan Gustafsson (0,5), GM Ian Rogers (1,0), GM Dimitri Reinderman (0,5) FM Michiel Bosman (0,5), FM Petra Schuurman (1,0), GM Daniel Fridman (0,5), GM Harmen Jonkman (0,5) en IM Gert Ligterink (1.0).

Zijn derde IM-norm stamt uit de clubcompetitie van de Duitse Oberliga Nord, Staffel West 2008 – 2009. Ditmaal bedroeg de overscore 1,5 punt.
De volgende spelers droegen bij aan dit resultaat: Thorsten Doescher (1,0), IM Michael Luch (1,0), Matthias Horn (1,0), IM Martin Breutigamm (1,0), GM Lev Gutmann (1,0), IM Otto Borik (0,5), IM Alexander Bangiev (1,0), FM Wilfried Bode (0,5) en IM Gerlef Meins (0,5).